# Гальсеран, Артуро
Арту́ро Гальсера́н Ногес (исп. Arturo Galcerán Nogués; неизвестно, Гавана — неизвестно) — кубинский футболист, полузащитник, участник чемпионата мира 1938 года.

## Карьера

### Клубная
Артуро Гальсеран играл за кубинский клуб «Хувентуд Астуриана».

### В сборной
В 1938 году был вызван в сборную Кубы для участия в чемпионате мира 1938 года, однако на самом турнире на поле не выходил.